# Nasenschleuder
Eine Nasenschleuder ist ein spezieller Nasenverband. Sie besteht aus einer rollenförmigen Saugkompresse, die unter den Nasenlöchern platziert und mittels Ohrenschlaufen fixiert wird. Sie dient beispielsweise nach Operationen zum Auffangen blutigen Sekrets, das aus der Nase ausläuft.